# R. c. Mann
R. c. Mann  est un arrêt de principe de la Cour suprême du Canada rendu en 2004 sur la détention momentanée à des fins d'enquête par les agents de la paix en common law.

## Les faits
Le 23 décembre 2000, à Winnipeg vers minuit, deux policiers ont répondu à une introduction par effraction. En fouillant le quartier, ils ont repéré un jeune homme correspondant à la description du suspect. Il a été décrit comme un homme autochtone de 21 ans, mesurant 5 pieds 8 pouces, portant une veste noire. 
Les agents ont intercepté l'homme, lui ont posé quelques questions, puis l'ont palpé. En effectuant la palpation de sécurité de l'homme, l'agent a remarqué un objet mou dans l'une de ses poches. L'agent a tendu la main et a sorti un sac contenant 27 grammes de marijuana. 
Le jeune homme a été arrêté et mis en garde pour possession à des fins de trafic en vertu de l'article 5(2) de la Loi réglementant certaines drogues et autres substances.

## Procès
Au procès, le juge a conclu que la fouille contrevenait à l'article 8 de la Charte canadienne des droits et libertés et que le sac devait être exclu de la preuve car cela porterait atteinte à l'équité du procès en vertu du article 24 (2) de la Charte canadienne des droits et libertés. Le juge a conclu que la fouille par palpation était raisonnable pour des raisons de sécurité uniquement, mais qu'il n'était pas prévu de fouiller dans les poches du suspect.

## Appel
En appel, la Cour a conclu que la fouille et la détention étaient raisonnables compte tenu des circonstances, l'acquittement a donc été annulé et un nouveau procès a été ordonné.

## Questions en litige devant la Cour suprême
- Existe‑t‑il, en common law, un pouvoir habilitant les policiers à détenir une personne aux fins d’enquête?
- Dans l’affirmative, existe‑t‑il, en common law, un pouvoir de fouille accessoire à une détention aux fins d’enquête?
- La fouille de la poche de cette personne était‑elle abusive?
- Dans l’affirmative, l’élément de preuve doit‑il être écarté en vertu de l'art. 24 de la Charte canadienne des droits et libertés?

## Jugement de la Cour suprême
Le pourvoi de Mann est accueilli et l’acquittement est rétabli.
Le jugement de la Cour a été rendu par le juge Iacobucci, rejoint par les juges Major, Binnie, LeBel et Fish. Les juges Deschamps et Bastarache ont inscrit une dissidence.

## Motifs du jugement
Le juge Iaccobucci a statué que lorsqu'un agent de police détient un suspect pour des motifs raisonnables, il n'est autorisé à le palper qu'à titre de mesure de protection. Ce ne sont pas toutes les fouilles aux fins de la détection et de la cueillette d’éléments de preuves qui sont fondées sur des motifs raisonnables. 
En l'espèce, la palpation initiale était peu intrusive. Cependant, la fouille de la poche doit être fondée sur une justification raisonnable, qui en l'espèce n'a aucune justification.
Le tribunal a statué que même s'il n'existe pas de pouvoir général de détention à des fins d'enquête, les agents de police peuvent détenir un individu s'il existe des motifs raisonnables de soupçonner à la lumières de toutes les circonstances que l'individu est lié à un crime particulier et que la détention est raisonnablement nécessaire sur une vision objective des circonstances. Ces circonstances comprennent la mesure dans laquelle l'atteinte à la liberté individuelle est nécessaire à l'exercice des fonctions de l'agent, à la liberté atteinte, ainsi qu'à la nature et à l'étendue de l'atteinte. 
Au minimum, les personnes détenues à des fins d'enquête doivent être informées, dans un langage clair et simple, des raisons de leur détention. Les détentions aux fins d'enquête effectuées conformément au pouvoir de common law reconnu en l'espèce ne porteront pas atteinte aux droits du détenu en vertu de l'article 9 de la Charte canadienne des droits et libertés. 
Ils devraient être de courte durée, de sorte que le respect de l'art. 10b) n'excusera pas la prolongation, indûment et artificiellement, d'une telle détention. 
Les détentions aux fins d'enquête n'imposent pas à la personne détenue de répondre aux questions posées par la police. Lorsqu'un agent de police a des motifs raisonnables de croire que sa sécurité ou celle d'autrui est en danger, l'agent peut procéder à une fouille préventive par palpation de la personne détenue. Le pouvoir de détention aux fins d'enquête et de fouille préventive doit être distingué d'une arrestation et du pouvoir accessoire de fouiller lors d'une arrestation.